# Il processo di civilizzazione
Il processo di civilizzazione (titolo originale: Über den Prozeß der Zivilisation. Soziogenetische und psychogenetische Untersuchungen) è un importante testo di sociologia scritto dal tedesco Norbert Elias, edito in Italia da Il Mulino, Bologna, nel 1982-83.
Si compone di una parte scritta nel 1939 e di un'altra che risale agli anni sessanta in piena guerra fredda. Esprime la teoria per cui la storia vede una crescente civilizzazione, che va intesa come un processo psicologico-sociale, che porta i singoli ad interiorizzare un sempre maggiore controllo e ripudio della violenza e di ogni manifestazione di corporeità.

## Elias e le "buone maniere"
Il testo di Elias nell'edizione che abbiamo oggi si compone, come sappiamo, di una parte edita negli anni trenta e di un'altra che invece risale alla fine degli anni sessanta del XX secolo; ma già nel testo del 1939 Elias pone le basi della teoria che meglio riproporrà trenta anni più tardi. Egli analizza con pazienza un gran numero di testi, manuali di “buon comportamento”, nelle diverse epoche, cercando di trovare attraverso questa analisi un qualche senso della storia. I manuali che Elias legge e propone partono dal XIII secolo, e narrano appunto di ortodossia comportamentale, principalmente a tavola, ma pure nei bisogni naturali come soffiarsi il naso, o sputare, o dormire. Prosegue parlando di relazioni tra i sessi, e della aggressività come forma di piacere. 
La particolarità che incuriosisce Elias è il fatto che, apparentemente, le usanze considerate corrette sono, via via che ci si avvicina alla contemporaneità, sempre più “raffinate”, se confrontate con l'ortodossia di alcuni secoli prima. Un raffinamento crescente, dunque, è facilmente riscontrabile pressoché in tutti i comportamenti analizzati. C'è un altro fenomeno interessante che Elias fa notare, ossia la tendenziale sparizione di alcuni comandi: essi vengono fatti propri dagli individui, che indipendentemente dalla lettura di testi di galateo, ritengono normali e tengono naturalmente. Detto questo, Elias fa coagulare questi elementi problematici in un'unica domanda di fondo: per quale motivo l'umanità va verso il raffinamento dei costumi? Perché si "sceglie" di essere sempre più "civili", e perché a un certo punto lo si diventa non più per scelta ma ci si ritrova ad esserlo più o meno naturalmente? La risposta sta proprio nella teoria del processo di civilizzazione. 
Mettendo a confronto medioevo ed età moderna nelle personalità dei nobili, si nota la propensione dei nobili medioevali all'arte della guerra, che non solo è una necessità sociale, ma anche un comportamento incoraggiato a livello emotivo: il guerriero medioevale deve saper far esplodere la sua furia in battaglia, in alcuni testi si parla addirittura della mutilazione dei prigionieri come di un "raro piacere". Sono tempi estremamente violenti, anche in contesti non bellici: il dolore e la sofferenza sono all'ordine del giorno, e talvolta anche ricercati, e i giochi, i divertimenti, spesso si rifanno alla guerra (un classico esempio ne sono i tornei) o alla sofferenza, come il tradizionale rogo di gatti parigino per la festa di San Giovanni.
Al contrario, il nobile dell'evo moderno, specialmente del '700, è addestrato a contenersi, non soltanto in termini di igiene ed educazione alimentare, ma anche e soprattutto contenere le proprie emozioni, saper dissimulare le proprie inclinazioni, servirsi di questa freddezza in chiave politica. Di pari passo va, pure, l'estensione di questo regime di accresciuto controllo anche alle classi borghesi, e questo si nota anche dal fatto che i testi di buone maniere sono rivolti anche a giovani rampolli della grande e media borghesia.
Nasce quindi una competizione sociale, tra nobiltà e borghesia, per raggiungere un modo di fare sempre più raffinato: se prima era la forza delle armi e il coraggio in battaglia a fare il nobile, adesso è l'educazione e la cultura, e su questo campo il nobile potrebbe essere sconfitto da un borghese. È peraltro in questo contesto, di ripugnanza crescente per quanto è corporeo, che nascono le prime concezioni di diritto criminale contrarie a tortura e pene corporali. Ecco quindi il nucleo della teoria del processo di civilizzazione: esso è una pressione crescente e sempre più invasiva da parte della società sul singolo, che impara a reprimere se stesso sempre più, per non disgustare gli altri, per non essere da meno, e, in sostanza, per non essere emarginato.

## L'interiorizzazione del comando e il "Super-Io sociale"
Interessante notare che, riguardo a usanze dello stare a tavola come l'uso della forchetta, motivazioni di carattere igienico vengono presentate molto più tardi rispetto al momento in cui l'uso delle mani per mangiare diventa "maleducato". Dunque, per quale motivo si smette di mangiare con le mani? Svincolate da motivazioni pratiche, questa come altre norme non sembrano strutturalmente diverse da una qualsiasi norma morale: si identifica cioè la “bontà”, la “virtù”, con un obbligo o con un divieto, e la validità di quell'obbligo o divieto è nella cosa in sé, non necessita di spiegazioni. 
Queste norme interiorizzate si collocano, secondo Freud, nello strato mentale del “Super-Io”, una dimensione di auto-costringimento che generalmente si dice rifletta la figura paterna. Dalla teoria di Freud Elias attinge a piene mani, semplicemente parlando di un Super-Io a livello sociale, o, se si vuole, di una raffigurazione mentale della società come padre di ogni singolo. La società quindi opprimerebbe le menti dei singoli come il padre la mente del figlio, imponendo i propri vincoli e le auto-limitazioni che ne conseguono. 
Questo processo, per Elias, non si ripropone sempre nella stessa forma, ma cambia, però in modo costante: nel senso che col passare dei secoli la pressione della società cresce sempre più. I comandi vengono interiorizzati, non è necessario ribadire a livello sociale che non si deve mangiare con le mani oppure far notare la ripugnanza di uno squartamento. L'effetto principale di questa interiorizzazione è la rimozione dei conflitti esterni e la loro trasformazione in conflitti mentali, così come il Super-Io confligge con l'Io, la coscienza che raffrena le pulsioni. È come avere un grande “padre sociale” che redarguisce i fratellini che si picchiano e li instrada verso una convivenza pacifica. 
La causa principale di questo fenomeno è, per Elias, la crescente interdipendenza funzionale attraverso i secoli. La compagine sociale si complica, così come i bisogni e i mezzi per soddisfarlo. Si creano nuove classi sociali, e quelle esistenti si specificano in mestieri e compiti precisi. Il mondo diventa un bazar sempre più affollato, e per andare d'accordo non è più sufficiente l'autorevolezza del guerriero. Nuovi poteri si creano, come il potere economico o quello politico, e nuove strade per ottenerlo e detenerlo. Frutto di tutta questa complicazione è una crescente necessità di adattamento a un gran numero di situazioni diverse, che richiedono un rispetto reciproco e una deferenza maggiore tra le classi.
Quanto al concetto di violenza e sofferenza, esso viene ribaltato dal processo di civilizzazione: ci si comincia a preoccupare della sofferenza altrui, che diventa ripugnante. Il senso di ripugnanza della sofferenza nascerebbe dalla interiorizzazione del comando sociale che proibisce il conflitto, il quale a sua volta deriva dalla necessità (sempre sociale) di non spiacere al prossimo; in una società che si va facendo articolata, il numero delle persone che vengono considerate "il prossimo" aumenta sempre più. Ribaltando il discorso, nel medioevo la società non era ancora così articolata e interdipendente da generare esigenze di reciproco rispetto da interiorizzare; pertanto, le coscienze erano libere da vincoli sociali e di conseguenza si aveva una società molto violenta ed emotiva.
Elias tiene a sottolineare che la sua è una visione di lungo periodo, pertanto sarebbero possibili eventuali sbalzi, oscillazioni nel breve periodo senza che la generale tendenza verso la civilizzazione venisse indebolita, quindi senza inficiare la validità della teoria: così lui giustifica un'apparente regressione del fenomeno della civilizzazione negli anni sessanta del XX secolo.

## Il monopolio della violenza
Il nobile-guerriero è continuamente esposto ad attacchi che gli vengono da ogni direzione: la sua è una vita dominata da un senso di precarietà. Il cittadino moderno è invece sicuro: sa perfettamente quali rischi corre e da che direzione arriveranno gli attacchi, e spesso anche in quali modalità. Lo stato ha monopolizzato la violenza, che viene tolta ai nobili-guerrieri non soltanto in una rivoluzione politica, ma in un cambiamento culturale che muta l'oggettività dell'ambiente sociale. Questo spossessamento non è né univoco né mancarono moti di reazione, che però furono sconfitti dalla realtà dei fatti: al tempo di Richelieu, il duca Enrico II di Montmorency crede di potersi opporre al potere del re, e lo fa come i cavalieri medioevali, combattendo personalmente col suo esercito a cavallo.
Come risultato, la sua schiera viene falcidiata dal fuoco dei moschetti, e lui stesso viene condannato a morte dall'energico cardinale; invece il duca Claude de Rouvroy de Saint-Simon riesce nello scopo di accrescere il potere della sua fazione con una paziente opera di convincimento del Delfino. Se in passato la guerra tra nobili per il potere si faceva con le armi, oggi si fa con il contegno, la persuasione, l'opinione che si lascia di sé, tutti elementi minuziosamente studiati e calcolati: una guerra mentale, non meno spietata, ma solo incruenta. 
Dice ancora Elias che in Occidente non è più pensabile soggiogare un popolo come si faceva nel medioevo o ai tempi dei romani, cioè con la sola forza delle armi: è necessario invadere il territorio straniero principalmente con la cultura se li si vuole davvero dominare, o comunque rendere inoffensivi. Si potrebbe leggere in questa luce la storia recente della Germania, che le condizioni durissime del Trattato di Versailles non bastarono a rendere un paese innocuo per i confinanti, ma l'ingresso nell'economia capitalistica ha invece tramutato in una nazione interessata ai buoni rapporti diplomatici e al commercio estero. 
La cosiddetta civiltà è quindi un fenomeno socio-psicologico frutto della storia d'Europa; non di meno, Elias dice che questa "ricetta" può essere anche esportata all'estero, in paesi non europei. Ovviamente il fenomeno non si avrà nelle stesse modalità, ma ogni popolo leggerà la “civilizzazione” europea in modo diverso, e ne nasceranno infinite sfumature. Tra le conclusioni, Elias dice che monopolio della violenza da un lato e controllo dell'economia dall'altro sono i lucchetti che tengono insieme la catena che è la società.
Nessun conglomerato sociale può esistere oggi senza che le pulsioni siano canalizzate in comportamenti standardizzati e prevedibili, legittimati dal sistema; per far questo, gli uomini pongono gli uni sugli altri dei vincoli comportamentali da far propri, da interiorizzare. Quindi per esempio un immigrato per vivere nella nostra società dovrebbe interiorizzare la nostra civiltà, e solo allora potrebbe farne legittimamente parte. Importante è notare che il processo da sociale diventa, quasi impercettibilmente, statuale: lo stato incarna quel "padre sociale" che prima era solo il conglomerato di tutte le norme sociali; questo passaggio avrebbe meritato, nel libro, uno spazio più ampio. È bene chiarire che la personalità giuridica dello stato o la sua funzione morale non impressiona Elias, che pertanto passa con disinvoltura dal parlare di Super-Io sociale al concetto di monopolio statale della violenza.
Concludendo, è bene precisare che per Elias la civilizzazione, pur pagata al prezzo di un'oppressione psicologica di massa, è un percorso auspicabile, e ancora in corso d'opera, dato che, anche se l'Europa ha raggiunto un certo grado di civilizzazione, ciò non vale per il resto del mondo. Quando tutti i conflitti nel mondo saranno interiorizzati, il rispetto universale che ne deriverà priverà le nazioni di ogni minaccia, e mancando una qualsiasi possibilità di aggressione si raggiungerebbe un'armonia universale dell'uomo con l'ambiente, che di conseguenza renderebbe superflua ogni coercizione mentale. Il traguardo sono libertà e rispetto universali, anzi libertà generata dal rispetto; un traguardo che per Elias è ancora molto lontano.